# Padroni
Padroni és una concentració de població designada pel cens dels Estats Units a l'estat de Colorado. Segons el cens del 2000 tenia 97 habitants.

## Demografia
Segons el cens del 2000, Padroni tenia 97 habitants, 37 habitatges, i 27 famílies. La densitat de població era de 46,8 habitants per km².
Dels 37 habitatges en un 37,8% hi vivien nens de menys de 18 anys, en un 43,2% hi vivien parelles casades, en un 10,8% dones solteres, i en un 27% no eren unitats familiars. En el 24,3% dels habitatges hi vivien persones soles el 8,1% de les quals corresponia a persones de 65 anys o més que vivien soles. El nombre mitjà de persones vivint en cada habitatge era de 2,62 i el nombre mitjà de persones que vivien en cada família era de 2,96.
Per edats la població es repartia de la següent manera: un 33% tenia menys de 18 anys, un 10,3% entre 18 i 24, un 27,8% entre 25 i 44, un 20,6% de 45 a 60 i un 8,2% 65 anys o més.
L'edat mediana era de 29 anys. Per cada 100 dones de 18 o més anys hi havia 103,1 homes.
La renda mediana per habitatge era de 28.750 $ i la renda mediana per família de 39.167 $. Els homes tenien una renda mediana de 36.875 $ mentre que les dones 0 $. La renda per capita de la població era de 10.608 $. Entorn del 31,8% de les famílies i el 16,9% de la població estaven per davall del llindar de pobresa.

## Poblacions més properes
El següent diagrama mostra les poblacions més properes.